# 演化支
演化支（英語：clade）又稱支序群、分支群，是一個生物分類學的類別，包含著單一的共同祖先及其所有後裔。亦即：系統發生樹中一條完整的分支（包含了分岔出來的點、再分岔出去的次分支、及其下更小分支）稱為一條演化支；可簡單想成一個「類群」，所以又稱為 支序群、分支群。而演化分支的序列，或親緣分支順序，就稱作支序。其英語語源來自古希臘文 κλάδος (kládos)，意為“分枝”。
任何一個演化支都可以說是一個單系群，並以種系發生學的樹狀圖或支序分類學的演化樹來表示。

爬行動物及鳥類被認為是一個單系群。

## 支序分類學
若一個演化支在不同數據的支序分類學分析中被證實是突出的，則這個演化支會在分類學中成為一個分類單元。但是並非所有的分類單元都是一個演化支。例如传统定义的爬行動物是一個並系群，因為它沒有包含鳥類，而一般都相信鳥類與爬行動物有共同祖先（原因在於古代爬蟲類與恐龍為近親，而鳥類則是恐龍的直系後代）。在支序分類學中，一個演化支若被包含在另一個演化支之內，這個較細小的演化支稱為被「嵌套」在那一個較大的演化支之內。嵌套演化支分析在很多方面都有著貢獻。例如它可以協助了解分佈地的擴展等。

## 並系群與多系群之間的關係

並系群：若爬行動物被定義不包括鳥類。

多系群：若溫血動物被定義為一個類別。

一個不包含最近共同祖先的所有後裔的類別稱為並系群，即此類群有“某一共同祖先”及“其部分後代”；例如爬行動物是並系群，因其並不包含鳥類。一個沒有包含最近共同祖先的類別稱為多系群，即此類群不屬於單系群亦不屬於並系群；例如溫血動物是多系群，其所含哺乳類和鳥類，分別是由原始哺乳類和恐龍演化而來。